# Incident de Honnō-ji
L'incident de Honnō-ji (本能寺 の 変, Honnō-ji no Hen) es refereix al seppuku forçat el 21 juny 1582 del dàimio japonès Oda Nobunaga a mans del samurai i general Akechi Mitsuhide al temple Honnō a Kyoto, acabant amb la recerca de Nobunaga de consolidar i unificar el país sota la seva autoritat.

## Context
Oda Nobunaga es trobava en el punt més alt de la seva carrera polític militar després d'haver vençut el clan Takeda durant la batalla de Temmokuzan al començament d'aquest mateix any. Nobunaga mantenia el control del centre del Japó i els únics rivals per vèncer eren el clan Mori, el clan Uesugi i el clan Hojo, tots debilitats per respectives pugnes internes. Després de la mort de Mori Motonari, el seu net Mori Terumoto, només ambicionava mantenir el seu statu quo ajudat pels seus dos oncles tal com va ser l'última voluntat de Motonari. Hōjō Ujiyasu, un famós estrateg militar també havia mort, deixant al seu fill Hōjō Ujimasa al comandament. Finalment, la mort de Uesugi Kenshin, considerat per molts experts com el general més prominent del període Sengoku, va deixar el clan Uesugi devastat per una ferotge batalla entre els seus dos fills adoptius pel control del clan, el que el va afeblir fortament.
Aprofitant la situació imperant, Oda Nobunaga va començar a enviar els seus generals en totes direccions per continuar la seva expansió militar. Va enviar a Toyotomi Hideyoshi a destacar el clan Mori, a Niwa Nagahide a preparar la invasió de Shikoku, Takigawa Kazumasu va ser enviat al clan Hōjō a les províncies de Kozuke i Shinano i a Shibata Katsuie a envair la província d'Echigo, domini del clan Uesugi.
Al mateix temps, Niobunaga va convidar al seu aliat Tokugawa Ieyasu a recórrer la regió de Kansai per celebrar la desaparició del clan Takeda. Nobunaga va rebre la petició de reforços per part de Hideyoshi, ja que es trobava detingut en el Setge a Takamatsu. Ieyasu es va avançar a recórrer la zona de Kansai mentre que Nobunaga en persona va fer els preparatius per ajudar i Hideyoshi en la línia de batalla. Nobunaga llavors va ordenar a Akechi Mitushide que partís a auxiliar a Hideyoshi i se'n va anar cap a Honnō-ji, el seu lloc preferit de descans quan s'aturava a Kyoto. Els únics que l'acompanyaven eren oficials de la cort, mercaders, artistes i una dotzena de servents personals.

## La traïció d'Akechi
Després de rebre l'ordre de partir al reforç de les forces de Hideyoshi, Mitushide tornar al castell Sakamoto i es va traslladar a la seva base d'operacions a la província de Tamba, va ser en aquest lloc que va anomenar a una sessió de renga amb diversos prominents poetes i els va anunciar la seva intenció de rebel·lar-se.
Mitushide va veure l'oportunitat d'actuar no només perquè Nobunaga es trobava descansant a Honnō-ji i no estava preparat per a la batalla, sinó perquè tots els dàimios principals i la majoria de l'exèrcit es trobaven en diverses parts del país.
Mitushide es va dirigir amb el seu exèrcit amb rumb a Kyoto, assegurant que Nobunaga volia mostrar una processó. Nobunaga havia demostrat amb anterioritat les seves modernes i ben equipades tropes, de manera que no van dubtar d'aquesta excusa. Finalment, en acostar-se a Honnō-ji Mitushide va assegurar: ("L'enemic espera a Honnō-ji" (Teki wa Honnōji ni ari!, 敵 は 本能寺 に あり)).
Abans de l'alba, l'armada de Mitushide tenia envoltat Honnō-ji en un cop d'estat. Nobunaga, els seus guardaespatlles i els seus servents van tractar de resistir l'atac però es van adonar no podrien vèncer a les tropes d'Akechi. Calat foc a Honnō-ji Nobunaga va cometre seppuku i la seva jove patge Mori Ranmaru el va assistir. El cos de Nobunaga mai va ser trobat pel que és objecte de nombroses especulacions per part d'escriptors i historiadors.
Després de capturar Honnō-ji, Mitushide va atacar el castell Nijo on Nobutada, el fill gran de Nobunaga i hereu del clan es trobava. Nobutada va cometre seppuku també.
Mitushide es va dirigir després al castell Azuchi des del qual va enviar una sèrie de missatges a la cort imperial per assegurar la seva posició i forçar a la cort que se li reconegués com el nou dàimio dels territoris que havien format part del clan Oda.

## Raons de la traïció
Les raons per les quals Mitushide traí a Oda Nobunaga han estat objecte de controvèrsia i especulació entre els diferents historiadors. Encara que hi ha hagut diverses teories, les més acceptades són que li guardava rancor personal, que tenia l'ambició personal de control Japó o que actuava simplement per protegir la cort imperial l'autoritat no era respectada per Nobunaga.

## Després de l'Incident
Després de fer un tractat ràpidament amb el clan Mori, Hideyoshi es trobava ja de tornada quan es va assabentar de la mort de Nobunaga. Ràpidament va absorbir els romanents de l'exèrcit Oda i es va reunir amb Niwa Nagahide i Oda Nobutaka a Sakai. En el seu camí cap a Kyoto va vèncer Mitushide a la batalla de Yamazaki on Mitushide va ser mort.
Ieyasu que es trobava a Sakai va fugir per diverses províncies, va creuar les muntanyes de la Província d'Iga i finalment va arribar a les costes de la Província Ise des de les quals va tornar al seu domini a la província de Mikawa en vaixell, per la qual cosa es va demorar massa i per aquest temps Hideyoshi ja s'havia fet de la majoria dels dominis que havien estat sota el control de Nobunaga.
Takigawa Kazumasu va haver encarar el sobtat atac del clan Hōjō i va perdre la majoria de les terres que posseïa, per la qual cosa va perdre el prestigi que havia gaudit amb el clan Oda.
Shibata Katsuie i les seves forces van ser emboscats en un contraatac del clan Uesugi a la província d'Echizen i es va veure impossibilitat d'actuar per algun temps. Katsuie finalment va ser vençut en la batalla de Shizugatake a mans de Hideyoshi un any després.
El fet que ningú més tingués els recursos, l'habilitat o les oportunitats que se li van presentar a Hideyoshi li van assegurar la supremacia i l'herència del llegat d'Oda Nobunaga.